# Harsz (jezioro)
Harsz – jezioro w Polsce, w województwie warmińsko-mazurskim, w powiecie węgorzewskim, w gminie Pozezdrze.

## Położenie
Jezioro leży na Pojezierzu Mazurskim, w mezoregionie Wielkich Jezior Mazurskich, w dorzeczu Węgorapa–Pregoła. Znajduje się około 8 km w kierunku południowym od Węgorzewa. W okolicach południowych brzegów położona jest wieś Harsz, a północnych przysiółek Róg. Jezioro ma połączenie z jeziorem Mamry od północnego zachodu poprzez ciek wodny o nazwie Dopływ z jez. Harsz.
Dno i ławica kamieniste i twarde. Otoczenie brzegów stanowią pola i łąki, na północy – lasy. Występuje wyraźny podział na dwie części. Większa jest położona na południowym wschodzie, nazywana jest Duży Harsz lub Wielki Harsz, a mniejsza północna nosi nazwę Harsz Mały lub Mały Harsz. Przesmyk pomiędzy obiema częściami jest szeroki na ok. 100 m i długi na 400 m i nazywany jest Szyja.
Zgodnie z typologią abiotyczną zbiornik wodny został sklasyfikowany jako jezioro o wysokiej zawartości wapnia, o małym wypływie zlewni, stratyfikowane, leżące na obszarze Nizin Wschodniobałtycko-Białoruskich (5a).
Jezioro leży na terenie obwodu rybackiego jeziora Mamry Północne na rzece Węgorapa – nr 1, jego użytkownikiem jest Polski Związek Wędkarski. Objęte jest strefą ciszy. Znajduje się na terenie Obszaru Chronionego Krajobrazu Krainy Wielkich Jezior Mazurskich o łącznej powierzchni 85 527,0 ha.

## Morfometria
Według danych Instytutu Rybactwa Śródlądowego powierzchnia zwierciadła wody jeziora wynosi 216,2 ha. Średnia głębokość zbiornika wodnego to 11,4 m, a maksymalna – 47,0 m. Lustro wody znajduje się na wysokości 116,8 m n.p.m. Objętość jeziora wynosi 24707,0 tys. m³. Maksymalna długość jeziora to 2800 m, a szerokość 1020 m. Długość linii brzegowej wynosi 10450 m.
Inne dane uzyskano natomiast poprzez planimetrię jeziora na mapach w skali 1:50 000 według Państwowego Układu Współrzędnych 1965, zgodnie z poziomem odniesienia Kronsztadt. Otrzymana w ten sposób powierzchnia zbiornika wodnego to 193,5 ha, a wysokość bezwzględna lustra wody – 116,0 m n.p.m.

## Przyroda
W skład pogłowia występujących ryb wchodzą m.in. sieja, szczupak, leszcz, płoć i okoń. Roślinność przybrzeżna równomierna, większe skupiska trzciny występują na północnym zachodzie. Wśród roślinności zanurzonej pokrywającej ok. 30% powierzchni dna występują moczarka, wywłócznik, jaskier krążkolistny, rdestnica i ramienice.